# Luis Colón de Toledo
 (août 2024).
Pour les articles homonymes, voir Toledo.
Luis Colón y Álvarez de Toledo (vers 1520 à Saint-Domingue – 29 janvier 1572 à Oran), fut le premier duc de La Vega, le premier duc de Veragua, le second marquis de la Jamaïque et le troisième amiral des Indes.

## Biographie
Il était le premier fils de Diego Colón et de son épouse María de Toledo y Rojas. Il était le petit-fils de Christophe Colomb, le découvreur de l'Amérique. 